# 21e groupe de reconnaissance de corps d'armée
Le 21e groupe de reconnaissance de corps d'armée (21eGRCA) est une unité militaire française de la Seconde Guerre mondiale.

## GRCA et GRDI
Les groupes de reconnaissance des corps d’armée (GRCA) et des divisions d’infanterie (GRDI) formés par des escadrons mixtes de cavalerie (motorisée et hippomobile) ont été créés par note de l’état-major de l’armée le 6 mai 1923, pour assurer aux grandes unités (corps d’armée, divisions d’infanterie, régions fortifiées) la recherche du renseignement, la prise de contact avec l’ennemi et la sûreté.

## Origine du21eGRCA

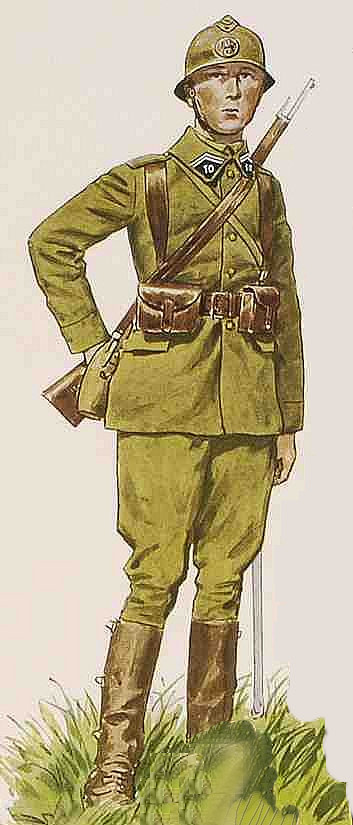
Uniforme du 10e dragons en 1939, tel que porté initialement au.

Le 21e GRCA a été créé à partir des effectifs du  10e Régiment de Dragons d'Orange et du Centre Mobilisateur de Cavalerie no 15 de Tarascon.
De type normal, le 21e GRCA sera rattaché au  15e CA de l'Armée des Alpes.
- L’état-major et le peloton de commandement étaient dirigés par le colonel Desprez, et son adjoint le capitaine Pastier[1].
- L’escadron hors rang (EHR) était à la charge du capitaine Montagne[1],
- le groupe d'escadons hippomobile sous les ordres du chef d'escadrons Joppe se composait des[1]
  - 1er escadron du capitaine de Preval
  - 2e escadron du capitaine Colomb
- le groupe d'escadons motorisé sous les ordres du chef d'escadrons Chomette se composait des[1]
  - 3e escadron moto du capitaine de Mandols
  - 4e escadron mitrailleuses et canons de 25 du capitaine Cavalier

## Historique
- 2 septembre 1939 - 31 mai 1940 : le 21e GRCA fait mouvement Puget Theniers et se positionne dans la région et effectue des reconnaissances dans les Alpes-Maritimes[1].
- 1er au 28 juin 1940 : Le GR barre les routes de Grasse et Vence entre le Loup et le Var[1]
- 29 juin 1940 : Le GR reçoit l'ordre de se replier dans la zone démilitarisée[Laquelle ?][1].
- 3 juillet 1940 : Le 21e GRCA s'établit à Cotignac dans le Var[1].
- 17 juillet 1940 : il stationne à Orange[1]
- 25 juillet 1940 : le 21e groupe de reconnaissance de corps d'armée est dissous[1]

## Citations
Aucune